# Viện Tiêu chuẩn Viễn thông châu Âu
Viện Tiêu chuẩn Viễn thông châu Âu (viết tắt ETSI) là một tổ chức tiêu chuẩn hóa, phi lợi nhuận, và độc lập trong công nghiệp viễn thông (các nhà sản xuất thiết bị và vận hành mạng) tại Châu Âu, với dự án rộng khắp trên thế giới. ETSI đã thành công trong việc tiêu chuẩn Vô tuyến công suất thấp, Thiết bị tầm ngắn, hệ thống điện thoại tế bào GSM và hệ thống vô tuyến di động chuyên nghiệp TETRA
Trong ETSI cơ quan tiêu chuẩn hóa quan trọng nhất là TISPAN (cho các mạng cố định và hội tụ Internet). ETSI là nhà sáng lập và là một đối tác trong 3GPP.
ETSI được thành lập bởi CEPT vào năm 1988 và chính thức được công nhận bởi Ủy ban châu Âu và ban thư ký EFTA. Trụ sở của viện đặt tại Sophia Antipolis (Pháp), ETSI là tổ chức chịu trách nhiệm chính thức cho việc tiêu chuẩn hóa về các công nghệ truyền thông và thông tin (ICT) tại châu Âu. Những công nghệ này bao gồm viễn thông, phát thanh truyền hình và các lĩnh vực liên quan như truyền tải thông minh và điện tử y sinh. ETSI có 740 thành viên từ 62 quốc gia/tỉnh trong và ngoài châu Âu, bao gồm các nhà sản xuất, các nhà vận hành khai thác mạng, các nhà quản lý, các nhà cung cấp dịch vụ, cơ quan nghiên cứu và người sử dụng - trong thực tế, mọi lĩnh vực then chốt trong ICT. Danh sách các thành viên hiện nay có thể tìm tại đây.
Vào năm 2005, ETSI có ngân sách trên 20 triệu Euro, ngân sách được đóng góp từ các thành viên, các hoạt động thương mại như bán tài liệu, thiết bị thử nghiệm và các diễn đàn lưu trữ, công việc về hợp đồng và kinh phí với đối tác. Khoảng 40% ngân sách dành cho các cho phí hoạt động và 60% còn lại dành cho các chương trình làm việc bao gồm cả trung tâm năng lực và các dự án đặc biệt.
ETSI là một tổ chức đối tác sáng lập nên sáng kiến Phối hợp các tiêu chuẩn toàn cầu.
ETSI bị chi trích vì kể cả bao gồm khả năng nghe trộm trong các tiêu chuẩn viễn thông của mình, khuyến khích các chính phủ thông qua các bộ luật nghe lén thông tin. (xem Can thiệp hợp pháp)

## Các kiểu có thể chuyển giao của ETSI
| Vt | Tên                                 | Nội dung |
| -- | ----------------------------------- | --- |
| EN | Tiêu chuẩn châu Âu, nhóm viễn thông | Được sử dụng khi tài liệu được mong đợi đáp ứng các yêu cầu riêng cho châu Âu và các yêu cầu chuyển thành các tiêu chuẩn quốc gia, hoặc khi khi việc soạn thảo tài liệu được yêu cầu dưới một sự ủy thác của EC/EFTA. |
| ES | Tiêu chuẩn châu Âu                  | Được sử dụng khi tài liệu chứa các yêu cầu quy chuẩn và nó là cần thiết để đệ trình tài liệu tới các thành viên của ETSI phê duyệt. |
| EG | Hướng dẫn của ETSI                  | Được sử dụng khi tài liệu chứa hướng dẫn xử lý các hoạt động tiêu chuẩn hóa kỹ thuật, nó được đệ trình cho toàn thể thành viên ETSI phê duyệt. |
| SR | Báo cáo đặc biệt của                | Được sử dụng cho các mục đích khác nhau, bao gồm đưa ra khả năng có sẵn công cộng cho thông tin không được tạo ra trong một ủy ban kỹ thuật. Các SR của ETSI cũng được sử dụng cho các tài liệu 'ảo', ví dụ các tài liệu động được tạo ra bởi một truy vấn tới một cơ sở dữ liệu qua web. Một SR được phát hành bởi ủy ban kỹ thuật mà nó được tạo ra. |
| TS | Chỉ tiêu kỹ thuật của ETSI          | Được sử dụng khi tài liệu chứa các yêu cầu quy chuẩn và khi thời gian đưa ra thị trường ngắn, việc phê chuẩn và bảo trì là rất cần thiết, nó được chấp thuận bởi ủy ban kỹ thuật đã soạn thảo nó. |
| TR | Báo cáo kỹ thuật của ETSI           | Được sử dụng khi tài liệu chứa các yêu tố thông tin chính, nó được chấp thuận bởi ủy ban kỹ thuật đã soạn thảo nó. |
| GS | Chỉ tiêu kỹ thuật nhóm của ETSI     | Được sử dụng bởi Nhóm chỉ tiêu kỹ thuật công nghiệp theo quyết định thực hiện các thủ tục được định nghĩa trong Điều khoản tham khảo của nhóm. Đây là kiểu có thể chuyển giao được phê duyệt và thông qua bởi Nhóm chỉ tiêu kỹ thuật công nghiệp đã soạn thảo nó.                                                                                      |

Đây là danh sách được thu thập từ website của Viện các tiêu chuẩn viễn thông châu Âu.